# Villa Bittner
Pour les articles homonymes, voir Bittner.
La villa Bittner est une villa située dans la commune de Bolzano dans le Trentin-Haut-Adige en Italie.

## Histoire
Conçue par l'architecte Johann Bittner comme résidence de villégiature pour sa famille, la villa est construite en 1896,.
La propriété est protégée dès 1998.

## Description
La villa se situe dans la localité de Colle di Villa (Bauernkohlern) dans la commune de Bolzano.
Exemple du Heimatstil dans le Haut-Adige, son rez-de-chaussée est réalisé en pierre, tandis que les niveaux supérieures sont en bois. Le façades sont caractérisées par des erker et par des toitures irrégulières.